# Obrazce v Blythe
Obrazce v Blythe (anglicky Blythe Intaglios) je skupina velkých kreseb postav na zemském povrchu. Nacházejí se asi 24 kilometrů od kalifornského městečka Blythe nedaleko toku řeky Colorado, kde při pohledu z výšky utvářejí komplexní obraz. Podobné kresby se nacházejí v Peru na plošině Nazca. Obrazce jsou velmi staré a podle tvrzení Indiánů z kmene Quechan představují božstva. Největší postava, nazývaná Mastamho a zobrazující člověka s rozpřaženýma rukama, měří 52 metrů.
Geoglyfy vznikly odklizením tmavších kamenů z povrchu země, čímž se obnažil světlý písek. Doba jejich vzniku není známa, radiokarbonová metoda datování připouští stáří pět set až tři tisíce let. Svět se o existenci obrazců dozvěděl až v roce 1932, kdy si jich náhodou všiml pilot letadla. Lokalita byla roku 1975 zapsána na seznam National Register of Historic Places.